# 11 Scorpii
11 Scorpii är en blåvit stjärna i huvudserien i Skorpionens stjärnbild.
11 Scorpii har visuell magnitud +5,77 och är svagt synlig för blotta ögat vid normal seeing. Den befinner sig på ett avstånd av ungefär 365 ljusår.